# Baia di Walcott
La baia di Walcott è una baia quasi completamente ricoperta di ghiaccio e larga circa 10 km alla bocca, situata sulla costa di Scott, nella quale si insinua verso ovest per circa 7 km, nella parte centro-occidentale della Dipendenza di Ross, in Antartide. La baia, la cui bocca si estende dal promontorio The Bulwark, a sud, alla foce del  fiume Alph, a nord, costeggia la parte meridionale dei colli Denton ed è quasi completamente ricoperta dai ghiacci del ghiacciaio Koettlitz; una parte della baia, quella più a sud, compresa tra la costa e il versante occidentale del promontorio The Bulwark, ha infatti la superficie libera dal ghiaccio per buona parte dell'anno ed è stata chiamata lago Trough. Oltre al lago Trough, altri piccoli laghi sono presenti sulla costa occidentale della baia, i quali sono formati dai flussi di ghiaccio sciolto che, durante la stagione estiva, partono dai ghiacciai vicini alla baia, quali ad esempio il Walcott, l'Howchin e il Ward.

## Storia
La baia di Walcott è stata così battezzata dai membri della spedizione Terra Nova, condotta dal 1910 al 1913 e comandata dal capitano Robert Falcon Scott, in associazione con il vicino ghiacciaio Walcott, che a sua volta era stato così chiamato in onore di Charles D. Walcott, allora direttore dello United States Geological Survey.